# Семьянинов, Данил Николаевич
Данил Николаевич Семьянинов (род. 9 января 1998, Волжский, Волгоградская область) — российский пловец, специализирующийся в плавании брассом. Бронзовый призёр чемпионата мира, серебряный призёр чемпионата Европы, многократный чемпион России, победитель Кубков России, Мастер спорта России международного класса.

## Биография
Начал заниматься плаванием в пятилетнем возрасте, когда родители отдали его в секции плавания и большого тенниса в городе Волжский. Отец и дед Семьянинова занимались плаванием. Прошёл начальную подготовку у тренера Геннадия Порватова. После переезда семьи в 2010 году в Волгоград, Семьянинов продолжил заниматься с тренером Валерием Нечаевым.
В мае 2013 года на первенстве России среди юношей и девушек в Волгограде Семьянинов вместе с партнёрами по команде Николаем Соколовым, Данилом Морозовым и Денисом Долматовым стал бронзовым призёром в комбинированной эстафете 4х100 м.
В мае 2014 на первенстве России среди юношей и девушек в Волгограде выполнил норматив Мастера спорта России на дистанции 100 м брассом 1:04.46.
Летом 2015 г. переехал в Москву и начал работать с Сергеем Шершуковым Сергеем Вячеславовичем. В июле 2016 года занял 3 место на дистанции 200 м брассом на первенстве России среди юниоров в Пензе.
Норматив Мастера спорта России международного класса Семьянинов выполнил в ноябре 2017 года на чемпионате России в 25-метровом бассейне, показав на дистанции 100 м брассом время 58.76. В финальном заплыве занял 4 место с результатом 58.13.
В июле 2018 года занял 3 место на финальном этапе Кубка России на дистанции 200 м брассом 2:12.50.
В ноябре 2018 года на чемпионате России в короткой воде завоевал бронзовую награду на дистанции 100 м брассом с результатом 57.98. В комбинированной эстафете 4×100 м в составе команды с Климентом Колесниковым, Павлом Пахомовым и Владиславом Гринёвым выиграл серебро. На этом же чемпионате впервые стал чемпионом России в смешанной комбинированной эстафете 4×50 м.
На финальном этапе Кубка России 2019 года Семьянинов завоевал две золотые награды на двух дистанциях брассом — 50 м с результатом 27.84 и 100 м брассом с результатом 1.01.00.
В ноябре 2019 года на чемпионате России (25-метровый бассейн) Семьянинов выиграл серебряные медали на дистанции 100 м брассом с результатом 58.03 и в комбинированной эстафете 4×100 м.
В декабре 2020 года на чемпионате России в короткой воде стал двукратным бронзовым призёром — на дистанции 100 м брассом с результатом 57.21, а на 50 м брассом показал результат 26.56.
На чемпионате Европы в Будапеште в 2021 году (50 м бассейн) не смог попасть в финальные заплывы, показав в предварительных заплывах на 100 брассом 18-й результат 1.00.22, а в полуфинале на дистанции 50 м брассом занял 10 место, показав 27.32
На чемпионате Европы на короткой воде в Казани в октябре 2021 года Семьянинов в финале на 100 метров брассом показал шестой результат со временем 56.51, и стал серебряным призёром в комбинированной эстафете 4×50 м. Плыл в утренней эстафете вместе с Павлом Самусенко, Даниилом Марковым и Сергеем Фесиковым, а в составе вечерней эстафеты плыли Климент Колесников, Олег Костин, Владимир Морозов и Владислав Гринёв.
В декабре 2021 года в Абу-Даби на чемпионате мира на короткой воде Семьянинов показал лучший результат среди российских пловцов на дистанции 100 м брассом, заняв 9-е место в полуфинале с результатом 57.39. В составе мужской комбинированной эстафеты 4×100 м выиграл бронзовую награду.
В апреле 2022 года в Казани на чемпионате России Семьянинов стал двухкратным бронзовым призёром, показав результаты 27.19 на дистанции 50 м брассом и 59.64 — на 100 м брассом.
В августе 2022 года на I всероссийской спартакиаде Семьянинов стал двухкратным победителем — завоевал золото на личной дистанции 100 м брассом с результатом 59.64 и вместе с партнёрами Климентом Колесниковым, Петром Жихаревым и Андреем Жилкиным в комбинированной эстафете 4х100 м.
В ноябре 2022 года на чемпионате России (25 метровый бассейн) одержал победу на дистанции 100 брассом 56.25, на одну сотую опередив рекордсмена мира Илью Шимоновича. На дистанции 200 м брассом Семьянинов стал серебряным призёром, показав результат 2.02.86. А вместе с коллегами по команде Климентом Колесниковым, Петром Жихаревым и Владиславом Гринёвым победил в комбинированной эстафете 4х100 метров.
В 2023 году на апрельском чемпионате России в Казани дважды стал серебряным призёром — на дистанции 200 м брассом с результатом 2.09.82 и на дистанции 50 м брассом с результатом 27.07
, а на дистанции 100 м брассом завоевал бронзовую награду, показав 59.69. Вместе с Климентом Колесниковым, Петром Жихаревым и Владиславом Гринёвым одержал победу в комбинированной эстафете 4х100 метров.
В ноябре 2023 года на чемпионате России на короткой воде в Санкт-Петербурге Семьянинов снова одержал победу на дистанции 100 м брассом 56.49 и завоевал две серебряные награды — на дистанции 200 брассом со временем 2.02.80 и на дистанции 50 м брассом со временем 26.24. И уже в третий раз подряд на чемпионате России вместе с партнёрами по команде Климентом Колесниковым, Петром Жихаревым и Владиславом Гринёвым снова одержал победу в комбинированной эстафете 4х100 метров.